# Edward a Lorraine Warrenovi
Edward Warren Miney (7. září 1926 – 23. srpna 2006) a Lorraine Rita Warrenová (31. ledna 1927 – 18. dubna 2019) byli vyšetřovatelé paranormálních aktivit, spojovaní s řadou případů údajných posednutí. Ed byl tzv. démonolog, čili odborník na démony. Lorraine se hlásila k jasnovidectví a lehkému transu, úzce pracovala se svým manželem.
Příběhy o paranormálních aktivitách a démonech, které manželé Warrenovi zpopularizovali, byly adaptovány nebo nepřímo inspirovaly desítky filmů, televizních seriálů a dokumentů. Mezi nejznámější patří film V zajetí démonů (v anglickém originále The Conjuring), Annabelle a další.
Manželé jsou kontroverzní u mnoha kritiků, například podle závěrů skeptiků Joe Nickella a Benjamina Radforda se případ, který byl následně i zpracován do filmové podoby Hrůza v Connecticutu, nestal a manželé si ho “podle nich vymysleli”.

## Osobní život

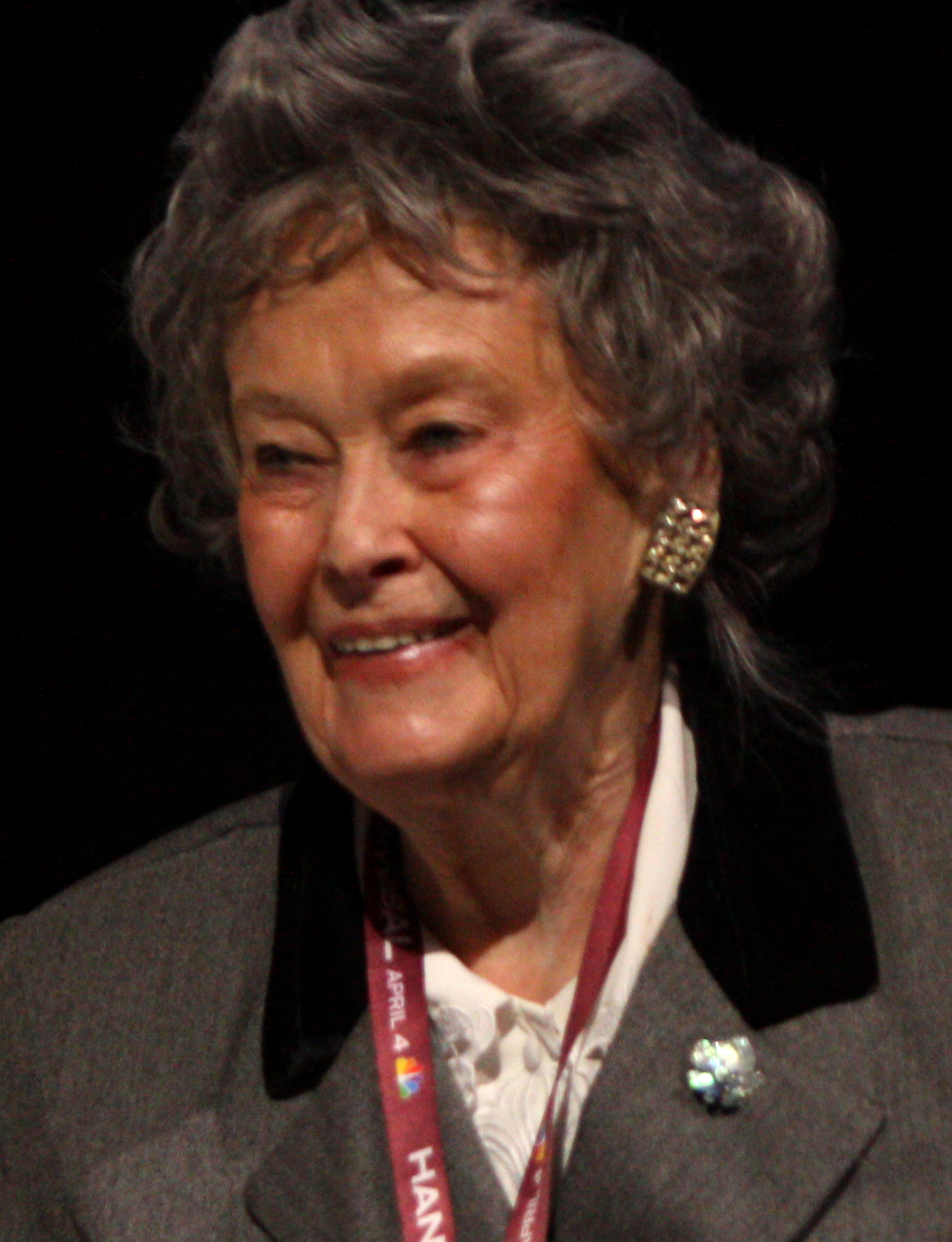
Lorraine v roce 2013

Ed a Lorraine Warrenovi byli členové katolické církve. Vzali se v roce 1945. 11. ledna 1946 se jim narodila dcera Judy Warrenová.
Podle manželů většinou démoni posedávají lidi bez víry.
Ed zemřel 23. srpna 2006 a Lorraine zemřela 18. dubna 2019. Oba byli pohřbeni na hřbitově ve městě Monroe ve státě Connectitut v USA.

## Muzeum okultních jevů
Kromě vyšetřování měli manželé ještě muzeum okultních jevů (zavřené) v zadní části svého domu za pomoci zetě Lorraine Tonyho Spera.  V muzeu bylo vystaveno mnoho předmětů, které byly podle manželů nějakým způsobem posednuté. Aktuálně muzeum patří dceři manželů Judy Warrenové a Tonymu Sperovi.